# اللاصهيونية
إن اللاصهيونية هي الموقف السياسي لليهود الذين «كانوا [أو هم] على استعداد للمساعدة في دعم الاستيطان اليهودي في فلسطين (...) لكنهم لن يقوموا بالهجرة إليها».
بدأ الاتجاه في الولايات المتحدة في العقود القليلة الأولى من القرن العشرين عندما «بدأت شريحة متزايدة الضخامة من الرأي اليهودي المتأمريك في التحول عن معاداة الصهيونية (...) إما إلى مناصرة للصهيونية أو اللاصهيونية. (...) وكان غير الصهاينة مستعدون لتقديم مشورة مالية ودبلوماسية لليهود في الشتات بشأن وطن يهودي، ليس لمصلحتهم الخاصة أو لراحتهم الروحية، بل لليهود الذين اختاروا العيش هناك».

## الاختلاف عن المعادين للصهيونية
وأبان يورام دينشتاين هذا التمييز: "هناك فرق ملحوظ بين اللاصهيونية و‌معاداة الصهيونية. وقد يطعن أحد غير الصهاينة في الأسس النظرية لمفهوم "جمع المنفيين" في دولة يهودية مستقلة. وإذا كان يهوديا، فإنه لن يختار العيش في إسرائيل، كما أنه لن يوافق على أو يرفض فكرة اليهود الآخرين الذين يعيشون هناك في دولة إسرائيل اليهودية (...) ولكن المعادين للصهاينة لا يجدون أنه يكفي أن يكونوا غير راضين عن قرار اتخذ ونفذ منذ فترة طويلة. فهي لا تكتفي بتقييم نقدي للوضع الذي يقتصر على إطار تاريخي (وبالتالي إطار نظري). وليس لديهم رأي سلبي فحسب بشأن إنشاء إسرائيل في الماضي، بل إنهم يطعنون في شرعية إسرائيل كدولة في الوقت الحاضر والمستقبل».

## وصلات خارجية
- Bennett Muraskin, Anti-Zionism and Non-Zionism in Jewish Life—Past and Present,